# Jon Fisher
Jon Fisher, né le 19 janvier 1972 à Stanford en Californie, est un entrepreneur, un auteur et un analyste économique de Silicon Valley. Fisher a fondé Bharosa, une compagnie d’Oracle Corporation, ce qui a créé l’Oracle Adaptive Access Manager[pas clair]. Fisher est connu pour ses prévisions précises à propos de l’économie aux États-Unis, et le taux de chômage en particulier,. Fisher est un professeur à l’Université de San Francisco, et son livre, Strategic Entrepreneurism : Shattering the Start-Up Entrepreneurial Myths, est lu dans plusieurs écoles dans les programmes pour un MBA, ce qui inclut la Haas School of Business à l’Université de Californie à Berkeley[source insuffisante].

## Jeunesse et éducation
Fisher est né à l’Hôpital de Stanford. Ses parents, Gerald et Anita Fisher, travaillaient comme professeurs à l’Université Stanford. Il a été scolarisé à la Nueva School et au Crystal Springs Uplands School. Il a suivi des cours à Vassar College avant qu’il ait été diplômé de l’Université de San Francisco. Fisher s’est marié Darla Kincheloe Fisher, qui gère les boutiques Koze, en 2002. Leur fille est née en 2010.

## Carrière d’entreprise
En 1994, Fisher a fondé et est devenu le Président Directeur Général d’AutoReach, maintenant une compagnie d’AutoNation,,. En 1998, sa compagnie, NetClerk, a créé le permis de construction en ligne[pas clair]. NetClerk a été vendu en 2002 à BidClerk. Après que NetClerk a fait faillite, Fisher a collaboré avec les vedettes du documentaire Startup.com, parmi lesquelles Kaleil Isaza Tuzman, afin d’aider les entrepreneurs réorganiser ou terminer leurs compagnies[pas clair]. En 2004, Fisher a fondé et a été le Président Directeur Général de Bharosa, ce qui a été acquis d’Oracle Corporation en 2007. Le 20 juillet 2010, Jon Fisher devient le PDG de Predilect, une nouvelle compagnie qui travaillait dans la sécurité numérique. Le 17 novembre 2010, Jon Fisher a été nommé le PDG de CrowdOptic, le résultat d’un changement du modèle technologique et le modèle d’affaires de Predilect[pas clair]. 
Fisher est un orateur aux universités et réunions technologiques[source insuffisante].

## Prévisions précises
Fisher a commenté que la chute de mises en chantier de logements neufs est un bon indicateur du taux de chômage à venir. Il écrit : « Historiquement, quand la mise en chantier de logements neufs fait la chute, le taux de chômage augmente l’année suivante, » concluant qu’une corrélation linéaire existe entre les mises en chantier nationaux et le taux de chômage national pendant une période de récession sévère. Fisher a fait l’une des prévisions le plus précise de l’histoire américaine à propos du taux de chômage en avril 2008 à l’Université Marquette, où il a prédit que le taux de chômage aux États-Unis passerait à 9 % en avril 2009,.
En août 2009 au Commonwealth Club of California, Fisher a prédit que le taux de chômage attendrait un sommet à non plus de 10,4 % avant qu’il diminuerait à 8 % à la fin de 2010. Fisher a déclaré que la maison de consommateur pourrait être le centre de l’économie internationale et l'économie américaine, ce qui conteste le problématique de La Terre est plate (en anglais : The World is Flat) de Thomas Friedman. Fisher a été un critique virulent des plans de bouteille de secours de ministère de Finance aux États-Unis, disant « [qu’il] y a plusieurs techniques pour réorganiser [la dette publique] qui sont familières au monde commercial, dont aucun sont utilisées par le gouvernement ».  Néanmoins, Fisher a écrit que « le dynamisme commercial ne doit pas être utilisé de réprimer les mesures de protection ».
Pendant un entretien d’IE Radio en mars 2010, Fisher a prédit correctement le chronométrage de la crise de plafond d’endettement en 2011 aux États-Unis.

## Brevets
Fisher est l’inventeur de 4 brevets et 14 brevets déposés aux États-Unis : 7.908.645 ; 7.822.990 ; 7.616.764 ; 7.596.701 ; les brevets se concernent le cryptage des données et la sécurité en ligne, et également les services portables.

## Distinctions
American City Business Journal : « Forty under 40 ». (2006)
Ernst & Young: L’Entrepreneur de l’année, catégorie émergent. (2007)

## Philanthropie
Fisher a été un membre du conseil d’administration à la Nueva School à Hillborough en Californie où il a été un membre de leur équipe pour leur campagne pour collecter des fonds en 2008. Il a été un membre du conseil d’administration de Pacific Vascular Research Foundation (en français : la Fondation pacifique de recherche vasculaire) à San Francisco du sud. Fisher a également été un membre du conseil d’administration pour le Buck Institute For Age Research (en français : l’Institute Buck pour la recherche d’âge).